# División de Honor 1979-1980 (hockey su pista)
La División de Honor 1979-1980 è stata l'11ª edizione del torneo di primo livello del campionato spagnolo di hockey su pista. La competizione è iniziata il 15 settembre 1979 e si è conclusa il 27 aprile 1980. Il torneo è stato vinto dal Barcellona per la quinta volta nella sua storia.

## Stagione

### Novità
A prendere il testimone del Vilanova e del Caldes retrocesse dopo la stagione regolare in Primera Division vi furono, vincendo la fase finale del campionato cadetto, il 
CP Claret, il Liceo La Coruña, il Tordera e il Vilafranca.

### Formula
La División de Honor 1979-1980 vide ai nastri di partenza sedici club; la manifestazione fu organizzata con un girone all'italiana, con gare di andata e ritorno per un totale di 30 giornate: erano assegnati 2 punti per l'incontro vinto e un punto a testa per l'incontro pareggiato, mentre non ne era attribuito alcuno per la sconfitta. Al termine del campionato la squadra prima classificata venne proclamata campione di Spagna mentre la quattordicesima, la quindicesima e la sedicesima retrocedettero direttamente in Primera Division, il secondo livello del campionato.

## Squadre partecipanti
| Club            | Stagione | Città                    | Stadio                      | Stagione precedente                                                              |
| --------------- | -------- | ------------------------ | --------------------------- | -------------------------------------------------------------------------------- |
| Arenys de Munt  | dettagli | Arenys de Munt           |                             | 9º posto in División de Honor                                                    |
| Barcellona      | dettagli | Barcellona               | Palau Blaugrana             | 1º posto in División de Honor                                                    |
| Cerdanyola      | dettagli | Cerdanyola del Vallès    |                             | 6º posto in División de Honor                                                    |
| Cibeles         | dettagli | Oviedo                   |                             | 5º posto in División de Honor                                                    |
| CP Claret       |          | Siviglia                 |                             | 1º posto nel girone 3 in Primera Division, 1º nel torneo del Campeones, promosso |
| Liceo La Coruña | dettagli | La Coruña                | Pazo dos Deportes de Riazor | 1º posto nel girone 1 in Primera Division, 1º nel torneo del Campeones, promosso |
| Mieres          |          | Mieres                   |                             | 12º posto in División de Honor                                                   |
| Noia            | dettagli | Sant Sadurní d'Anoia     |                             | 10º posto in División de Honor                                                   |
| Reus Deportiu   | dettagli | Reus                     |                             | 2º posto in División de Honor                                                    |
| Reus Ploms      |          | Reus                     |                             | 7º posto in División de Honor                                                    |
| Sentmenat       | dettagli | Sentmenat                |                             | 3º posto in División de Honor                                                    |
| Terrassa        |          | Terrassa                 |                             | 11º posto in División de Honor                                                   |
| Tordera         | dettagli | Tordera                  |                             | 1º posto nel girone 2 in Primera Division, 1º nel torneo del Campeones, promosso |
| Vic             | dettagli | Vic                      |                             | 4º posto in División de Honor                                                    |
| Vilafranca      |          | Vilafranca del Penedès   |                             | 1º posto nel girone 4 in Primera Division, 1º nel torneo del Campeones, promosso |
| Voltregà        | dettagli | Sant Hipòlit de Voltregà |                             | 8º posto in División de Honor                                                    |

## Classifica finale
|                   | Pos. | Squadra         | Pt | G  | V  | N | P  | GF  | GS  | DR   |
| ----------------- | ---- | --------------- | -- | -- | -- | - | -- | --- | --- | ---- |
| Spagna (bandiera) | 1.   | Barcellona      | 51 | 30 | 22 | 7 | 1  | 155 | 66  | +89  |
| [ 1 ]             | 2.   | Tordera         | 43 | 30 | 20 | 3 | 7  | 141 | 90  | +51  |
|                   | 3.   | Reus Deportiu   | 43 | 30 | 19 | 5 | 6  | 144 | 79  | +65  |
|                   | 4.   | Vic             | 36 | 30 | 16 | 4 | 10 | 121 | 98  | +23  |
| [ 2 ]             | 5.   | Noia            | 34 | 30 | 13 | 8 | 9  | 127 | 105 | +22  |
|                   | 6.   | Liceo La Coruña | 33 | 30 | 14 | 5 | 11 | 109 | 106 | +3   |
|                   | 7.   | Sentmenat       | 33 | 30 | 16 | 1 | 13 | 160 | 154 | +3   |
|                   | 8.   | Cerdanyola      | 32 | 30 | 13 | 6 | 11 | 120 | 115 | +5   |
|                   | 9.   | Cibeles         | 32 | 30 | 13 | 6 | 11 | 113 | 107 | +6   |
|                   | 10.  | Reus Ploms      | 28 | 30 | 12 | 4 | 14 | 100 | 122 | -22  |
|                   | 11.  | Voltregà        | 27 | 30 | 12 | 3 | 15 | 117 | 102 | +15  |
|                   | 12.  | Terrassa        | 23 | 30 | 9  | 5 | 16 | 112 | 148 | -36  |
|                   | 13.  | CP Claret       | 23 | 30 | 10 | 3 | 16 | 133 | 160 | -27  |
|                   | 14.  | Mieres          | 22 | 30 | 8  | 6 | 16 | 114 | 143 | -29  |
|                   | 15.  | Arenys de Munt  | 18 | 30 | 6  | 6 | 18 | 97  | 132 | -35  |
|                   | 16.  | Vilafranca      | 2  | 30 | 0  | 2 | 28 | 71  | 207 | -136 |

Legenda:
  Vincitore della Coppa del Re 1980.
      Campione di Spagna e ammessa alla Coppa dei Campioni 1980-1981.
      Eventuali squadre ammesse alla Coppa dei Campioni 1980-1981.
      Ammessa alla Coppa delle Coppe 1980-1981.
      Ammessa alla Coppa CERS 1980-1981.
  Partecipa ai play-out.
      Retrocesse in Primera Division 1980-1981.
Note:
Due punti a vittoria, uno a pareggio, zero a sconfitta.